# Paleoantropologie

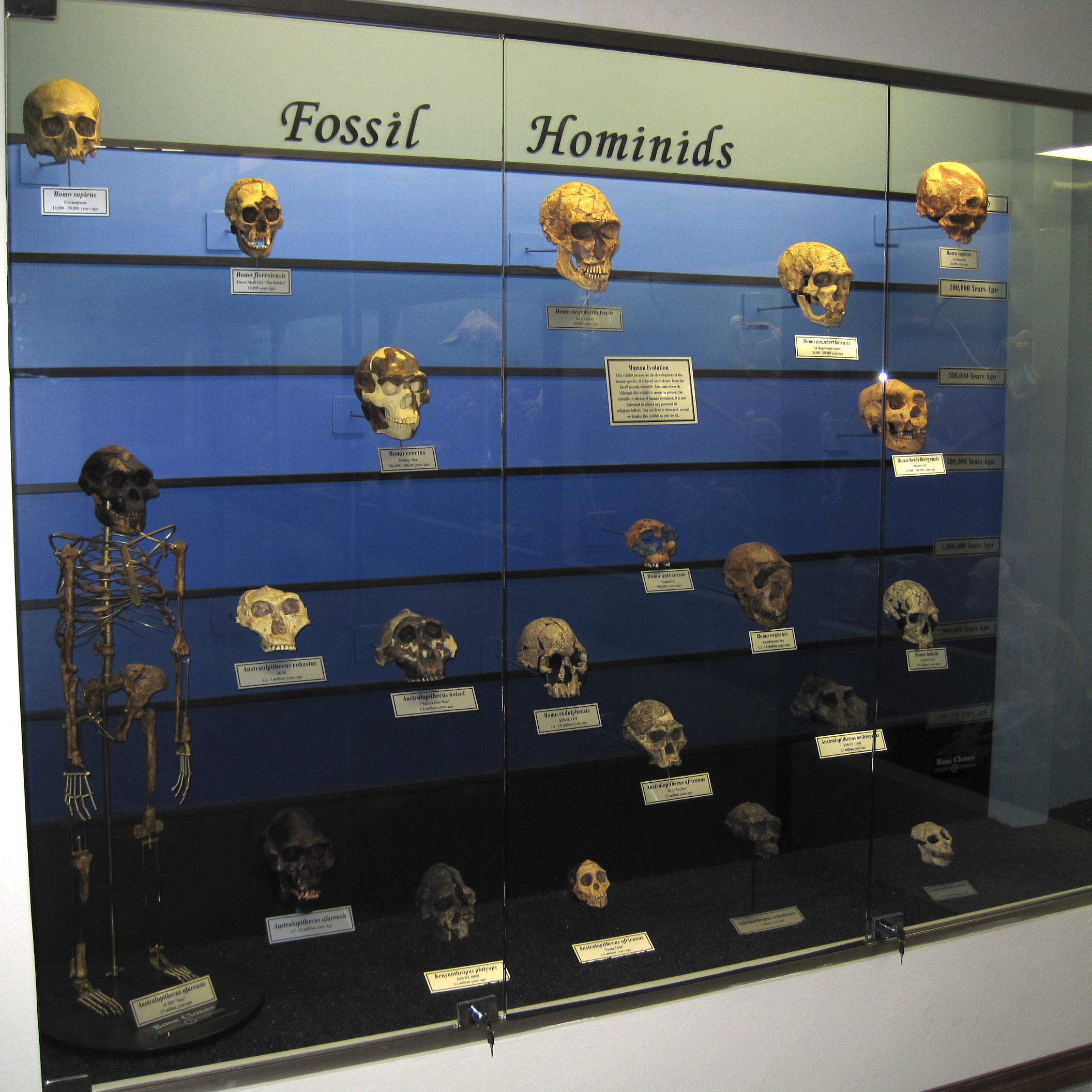
Verschillende menselijke schedels

De paleoantropologie of paleantropologie is het wetenschappelijk vakgebied dat uitgestorven mensachtigen bestudeert. De paleoantropologen proberen aan de hand van fossielen, gereedschap en andere bronnen zoals DNA-onderzoeken, inzicht te krijgen in het ontstaan en de evolutie van de mens. De paleoantropologie is een specialisatie binnen de antropologie.
Paleoantropologie was in de negentiende eeuw in opkomst en in de twintigste eeuw hebben paleoantropologen een groot aantal fossiele overblijfselen gevonden, vooral in Afrika. Hoewel er al een groot aantal fossielen ontdekt is, blijft de evolutie van de mens nog onzeker. De stamboom van de mens heeft nog vele gaten en bij iedere nieuwe ontdekking kan de oude stamboom vervangen worden door een betere versie.

## Geschiedenis van de paleoantropologie
De moderne paleoantropologie begint in de negentiende eeuw met de ontdekking van de neanderthaler (het eponieme skelet werd in 1856 gevonden, maar sinds 1830 zijn er op andere plaatsen eerdere vondsten gedaan), en met materiaal van de zogenoemde grotmens. Reeds in de achttiende eeuw was er geopperd dat mensen verwant zouden zijn aan de grote mensapen, maar de idee van een biologische evolutie van soorten was wetenschappelijk nog niet aanvaard. Deze aanvaarding kwam pas na de publicatie van Charles Darwins De oorsprong der soorten in 1859. Ondanks dat Darwin in zijn eerste boek niet inging op de evolutie van de mens en over dit onderwerp alleen schreef dat "licht zal schijnen op de oorsprong van de mens en zijn geschiedenis", waren de gevolgen voor zijn tijdgenoten duidelijk. Discussies tussen Thomas Huxley en Richard Owen spitsten zich toe op de menselijke evolutie. Huxley gaf in zijn boek uit 1863 Evidence as to Man's Place in Nature (Aanwijzingen voor de plaats van de mens in de natuur) overtuigend de overeenkomsten en verschillen tussen mensen en apen aan. Ongeveer tegelijkertijd publiceerde Darwin zijn boek Descent of Man (De afstamming van de mens) waarin hij de evolutie-theorie ook op de soort 'mens' toepaste. Deze uitbreiding van zijn theorie naar de biologische afstamming van de mens maakte de theorie zeer controversieel. Zelfs vele van Darwins aanhangers (zoals Alfred Russel Wallace en Charles Lyell) wezen het idee af dat mensen hun intelligentie en morele waarden door natuurlijke selectie hadden verkregen.
Sinds Carl Linnaeus werden, vanwege uiterlijke overeenkomsten, de grote mensapen beschouwd als de nauwste verwanten van de mens. In de negentiende eeuw werd verondersteld dat onze nauwst nog levende verwanten de chimpansees en gorilla's waren, en op grond van de natuurlijke reeks apen dacht men dat de mens en de Afrikaanse apen een gemeenschappelijke voorouder hadden. Ook nam men aan dat fossielen van deze voorouders uiteindelijk in Afrika gevonden zouden worden.

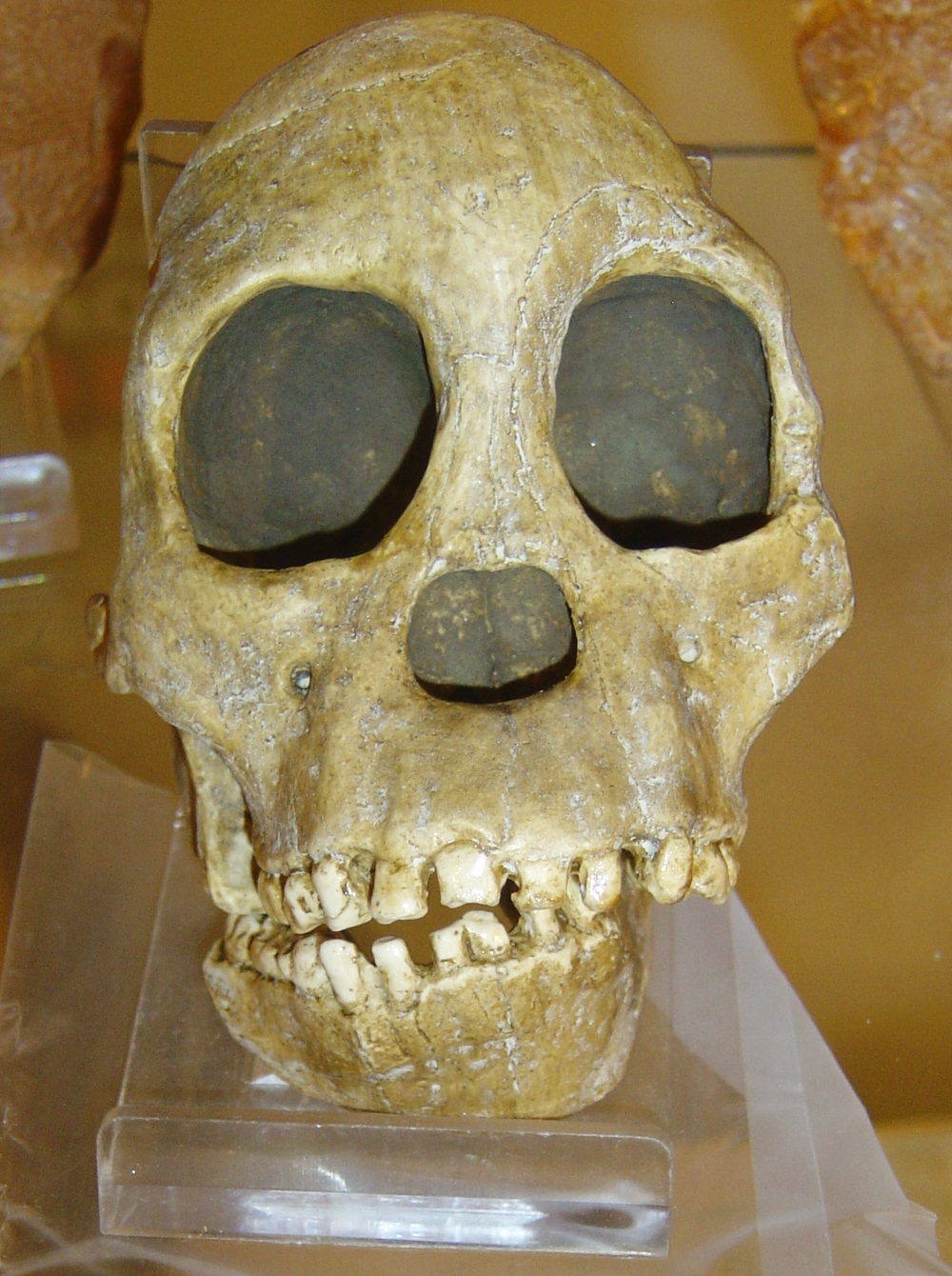
Een replica van de schedel van het Taung-kind

Pas in de jaren twintig van de twintigste eeuw werden fossielen van hominiden in Afrika gevonden. In 1924 beschreef Raymond Dart de Australopithecus africanus. Het type-exemplaar was het Taung- kind, een Australopithecuskind, dat hij had gevonden in een grote bak met fossielen uit de leisteengroeve van Taung in Zuid-Afrika. De overblijfselen van het individu waren een wonderbaarlijk goed geconserveerde kleine schedel met een afdruk van de hersenen aan de binnenzijde van de schedel. Hoewel de hersenen klein waren (410 cm³), was de vorm rond, dit in tegenstelling tot die van chimpansees en gorilla's en ze leken meer op de hersenen van de tegenwoordige mens. De schedel bevatte korte hoektanden en de plaatsing van de grote achterhoofdsholte (foramen magnum) was bewijs voor het lopen op twee benen. Al deze eigenschappen overtuigden Dart dat de Taungbaby een tweebenige voorouder van de mens was, een tussenvorm tussen de apen en de mens. Het duurde echter nog 20 jaar na de vondst van meer vergelijkbare fossielen voordat Darts conclusies serieus genomen werden. De overheersende gedachte in die tijd was dat een groot brein eerder was ontstaan dan het lopen op twee benen. Men dacht dat intelligentie van de moderne mens een voorwaarde was voor het op twee benen lopen (bipedalisme}.
De soorten uit het geslacht Australopithecus worden nu beschouwd als de directe voorouders van het geslacht Homo, waartoe ook de moderne mens behoort. Zowel de soorten uit het geslacht Australopithecus als Homo sapiens zijn een deel van de familie Hominidae, maar nieuwe gegevens gaven aanleiding tot twijfel over de positie van de soort A. africanus als een directe voorouder van de moderne mens; het is misschien wel een uitgestorven neef. De soorten uit het geslacht Australopithecus werden oorspronkelijk ingedeeld als 'gracile' of 'robuust'. De robuuste variëteit van Australopithecus is nu heringedeeld als Paranthropus. In de jaren dertig van de twintigste eeuw, toen het robuuste type voor het eerst werd beschreven, werd ook het geslacht Paranthropus gebruikt. Gedurende de jaren zestig van de twintigste eeuw werd de robuuste variëteit verplaatst naar Australopithecus. Nu is deze weer teruggeplaatst naar een apart geslacht.
In het algemeen geldt dat de exacte relaties tussen de schaarse fossielen die worden gevonden sterk worden betwist en haast iedere nieuwe vondst wordt door verschillende groepen verschillend geïnterpreteerd. Niettemin is men het in grote lijnen wel redelijk eens. Volledige fossiele vondsten zijn zeldzaam; meestal moet men het doen met enkele fragmenten, zoals een dijbeen, een kaak of een kies. De eerste algemeen erkende stenen gebruiksvoorwerpen zijn van 2,6 miljoen jaar geleden. De oudste erkende kampvuurresten zijn van ongeveer 790.000 jaar geleden, hoewel er indicaties zijn van vuurhaarden van menselijke oorsprong van 1 miljoen tot 1.5 miljoen jaar geleden. Ook zijn er gefossiliseerde mensachtige voetstappen op verschillende plaatsen en periodes gevonden. De oudste zijn 3,6 miljoen jaar oud..

## Bekende paleoantropologen
- Eugene Dubois
- William Howells
- Louis Leakey
- Richard Leakey
- Henry McHenry
- Svante Pääbo
- David Pilbeam
- Jeffrey H. Schwartz
- Chris Stringer
- Erik Trinkaus
- Milford H. Wolpoff

## Andere wetenschappen
Andere wetenschappen die dicht bij de paleoantropologie staan zijn archeologie, antropologie en paleontologie.